# Bismack Biyombo
Bismack Biyombo Sumba (* 28. August 1992 in Lubumbashi) ist ein kongolesischer Basketballspieler. Biyombo spielt seit Februar 2025 für die San Antonio Spurs in der National Basketball Association (NBA). Er wird als Center eingesetzt.

## Laufbahn
Bismack Biyombo begann im Alter von 14 Jahren, ernsthaft Basketball zu spielen. Schnell wurde sein Talent erkannt und er entschloss sich gegen den Rat seiner Eltern dazu, sein Glück als Profi zu versuchen. Nach Stationen in Katar, Jordanien und Libanon wurde er bei einem Turnier in Jemen vom portugiesischen Coach Mário Palma, zu diesem Zeitpunkt Nationaltrainer von Jordanien, entdeckt. Dieser vermittelte ihn nach Spanien, wo er nach kurzer Zeit einen bis 2014 laufenden Vertrag bei CB Fuenlabrada unterschrieb. Beim Madrider Vorortklub begann er in der Jugendmannschaft, doch noch während der Saison 2009/10 erhielt er Einsatzzeit bei den Kooperationsvereinen Fuenlabrada Getafe in der vierten (EBA) und CB Illescas in der dritten Spielklasse (LEB Plata).
Als die in der Liga ACB spielende erste Mannschaft von CB Fuenlabrada im Winter 2010/11 ihren Center Esteban Batista an Caja Laboral verkaufte, bekam der 18-Jährige Biyombo seine Chance und debütierte am 9. Januar 2011 gegen DKV Joventut in der ersten Liga. Er beeindruckte bei seinen Einsätzen insbesondere durch seine Defensivstärke, sowohl als Rebounder als auch als Shotblocker. Seine Leistungen führten zu einer Einladung zu dem Nike Hoop Summit genannten Jugendturnier, bei dem die besten US-Talente auf eine Weltauswahl treffen. Biyombo gelang mit zwölf Punkten, elf Rebounds und zehn Blocks das erste Triple-double der Turniergeschichte.
Am 23. Juni 2011 wurde er in der NBA-Draft an siebter Stelle von den Sacramento Kings ausgewählt, jedoch am selben Abend zu den Charlotte Bobcats (später in Hornets umbenannt) abgegeben. Da Biyombo noch vertraglich an CB Fuenlabrada gebunden war, verweigerte die FIBA die Freigabe für einen Wechsel und verwies auf die festgeschriebene Ablösesumme. Nach einem langwierigen Transferstreit einigte sich Biyombo schließlich Ende Dezember 2011 mit dem spanischen Klub auf eine Zahlung von 1,5 Millionen US-Dollar, um von seinem Vertrag entbunden zu werden und unterschrieb im Anschluss bei den Charlotte Hornets.
Am 18. Juli 2015 unterschrieb er einen Vertrag bei den Toronto Raptors. Der lief 2016 aus, Biyombo wurde Anfang Juli 2016 von den Orlando Magic verpflichtet, er erhielt einen Vierjahresvertrag.
Am 17. März 2016 erreichte Biyombo mit 25 Rebounds gegen die Indiana Pacers seinen bisherigen NBA-Karrierebestwert in dieser Kategorie. Am 7. Juli 2018 wurde Biyombo wieder zu den Hornets zurücktransferiert, wo er weitere drei Jahre spielte. Im Sommer 2021 wurde Biyombo vereinslos. Zu Jahresbeginn 2022 wurde er von den Phoenix Suns zunächst mit einem auf zehn Tage begrenzten Kurzzeitvertrag ausgestattet, nach dessen Auslaufen bis zum Ende des Spieljahres 2021/22 verpflichtet. Im Juli 2022 wurde sein Vertrag in Phoenix verlängert.
Die Memphis Grizzlies gaben Anfang November 2023 seine Verpflichtung bekannt. Biyombo spielte bis Januar 2024 für Memphis. Im Februar 2024 erhielt er einen Vertrag von den Oklahoma City Thunder. Anschließend war er rund ein Jahr vereinslos, im Februar 2025 erhielt er von den San Antonio Spurs einen Vertrag mit einer Laufzeit von zehn Tagen, der anschließend um weitere zehn Tage und dann bis zum Ende der Saison 2024/25 verlängert wurde.

## Karriere-Statistiken

### NBA

#### Hauptrunde
| Saison  | Team               | GP  | GS  | MPG  | FG % | 3P % | FT % | RPG | APG | SPG | BPG | PPG |
| ------- | ------------------ | --- | --- | ---- | ---- | ---- | ---- | --- | --- | --- | --- | --- |
| 2011–12 | Charlotte          | 63  | 41  | 23.1 | .464 | —    | .483 | 5.8 | 0.4 | 0.3 | 1.8 | 5.2 |
| 2012–13 | Charlotte          | 80  | 65  | 27.3 | .451 | —    | .521 | 7.3 | 0.4 | 0.4 | 1.8 | 4.8 |
| 2013–14 | Charlotte          | 77  | 9   | 13.9 | .611 | —    | .517 | 4.8 | 0.1 | 0.1 | 1.1 | 2.9 |
| 2014–15 | Charlotte          | 64  | 21  | 19.4 | .543 | —    | .583 | 6.4 | 0.3 | 0.3 | 1.5 | 4.8 |
| 2015–16 | Toronto            | 82  | 22  | 22.0 | .542 | .000 | .628 | 8.0 | 0.4 | 0.2 | 1.6 | 5.5 |
| 2016–17 | Orlando            | 81  | 27  | 22.1 | .526 | —    | .534 | 7.0 | 0.9 | 0.3 | 1.1 | 6.0 |
| 2017–18 | Orlando            | 82  | 25  | 18.2 | .520 | .000 | .534 | 5.7 | 0.8 | 0.3 | 1.2 | 5.7 |
| 2018–19 | Charlotte          | 54  | 32  | 14.5 | .571 | —    | .637 | 4.6 | 0.6 | 0.2 | 0.8 | 4.4 |
| 2019–20 | Charlotte          | 53  | 29  | 19.4 | .543 | —    | .603 | 5.8 | 0.9 | 0.2 | 0.9 | 7.4 |
| 2020–21 | Charlotte          | 66  | 36  | 20.4 | .587 | .000 | .448 | 5.3 | 1.2 | 0.3 | 1.1 | 5.0 |
| 2021–22 | Phoenix            | 36  | 3   | 14.1 | .593 | —    | .535 | 4.6 | 0.6 | 0.3 | 0.7 | 5.8 |
| 2022–23 | Phoenix            | 61  | 14  | 14.3 | .579 | —    | .357 | 4.3 | 0.9 | 0.3 | 1.4 | 4.3 |
| 2023–24 | Memphis / Oklahoma | 40  | 27  | 19.8 | .565 | —    | .481 | 5.2 | 1.3 | 0.3 | 0.9 | 4.4 |
| Gesamt  | Gesamt             | 839 | 351 | 19.5 | .535 | .000 | .553 | 5.9 | 0.7 | 0.3 | 1.3 | 5.1 |

#### Play-offs
| Saison  | Team      | GP | GS | MPG  | FG % | 3P % | FT % | RPG | APG | SPG | BPG | PPG |
| ------- | --------- | -- | -- | ---- | ---- | ---- | ---- | --- | --- | --- | --- | --- |
| 2013–14 | Charlotte | 3  | 1  | 16.0 | .600 | .000 | .333 | 3.7 | 0.3 | 0.0 | 0.7 | 2.7 |
| 2015–16 | Toronto   | 20 | 10 | 25.3 | .580 | .000 | .597 | 9.4 | 0.4 | 0.4 | 1.4 | 6.2 |
| 2021–22 | Phoenix   | 9  | 0  | 9.6  | .647 | .000 | .500 | 2.1 | 0.6 | 0.1 | 0.2 | 2.8 |
| 2022–23 | Phoenix   | 8  | 0  | 9.8  | .563 | .000 | .500 | 3.4 | 0.8 | 0.0 | 1.3 | 3.4 |
| Gesamt  | Gesamt    | 40 | 11 | 18.0 | .589 | .000 | .559 | 6.1 | 0.5 | 0.2 | 1.0 | 4.6 |